# Puchały Stare
Puchały Stare – wieś w Polsce położona w województwie podlaskim, w powiecie bielskim, w gminie Brańsk.
W 1921 roku wieś liczyła 35 domów i 182 mieszkańców, w tym 177 katolików i 5 prawosławnych.
W latach 1975–1998 miejscowość administracyjnie należała do województwa białostockiego.
Przez miejscowość przepływa Czarna, rzeka dorzecza Bugu.
31 stycznia 1946 r. oddziały Narodowego Zjednoczenia Wojskowego zamordowały w pobliżu tej wsi 30 mężczyzn, obywateli polskich wyznania prawosławnego.
Wierni kościoła rzymskokatolickiego należą do parafii Świętych Apostołów Piotra i Pawła w Dołubowie.